# Grad Grubišno Polje
Grad Grubišno Polje är en stad i Kroatien.   Den ligger i länet Bjelovar-Bilogoras län, i den östra delen av landet, 90 km öster om huvudstaden Zagreb.
Följande samhällen finns i Grad Grubišno Polje:
- Velika Barna